# Тупчій Андрій Володимирович
Андрій Володимирович Тупчі́й (нар. 14 листопада 1986, Вінницька область) — український волейболіст, діагональний нападник, гравець клубу «Млади Радник» (Пожареваць, Сербія).

## Життєпис
Народжений 14 листопада 1986 року у Вінницькій області.
Навчався в Кам'янець-Подільському національному університеті імені Івана Огієнка.
У 2006—2010 роках грав у черкаських клубах «Азот» та «Імпексагро Спорт»[джерело?]. Після цього — у клубах «Будівельник-Динамо-Буковина» (Чернівці), «Югра-Самотлор» (Нижньовартовськ, 2010—2014), «Оранж Нассау» (Orange Nassau, Франція, 2014—2015). За одними даними, два сезони захищав кольори турецького клубу «Афіон Бєлєдієспор» («Афйон Беледіє Юнташ», Afyon Belediye Yüntaş), за іншими — грав тут у сезоні 2015—2016, після чого в наступному захищав барви турецького клубу «Єопарк Кула» (Jeopark Kula, 2016—2017). У серпні 2017 перейшов до складу
 катарського клубу «Аль-Аглі» (Al Ahli S.C., Доха). Решту сезону 2017/2018 провів у хмельницькому «Новаторі». Улітку 2018 став новачком турецького клубу «Бешикташ» (Beşiktaş Istanbul), де провів сезон 2018—2019. У сезоні 2019—2020 грав у складах клубів «Житичі» (Житомир), «Новий Пазар» (Novi Pazar, Сербія) та «Клюб Спортіф Сфаксієн» (Club Sportif Sfaxien, Сфакс, Туніс). У сезоні 2020—2021 грав у складі ВК «Баньяс» (Baniyas VC, ОАЕ). У сезоні 2021—2022 знову захищав барви житомирського клубу, виступаючи під № 8. Після здобуття Суперкубка України гравець перейшов до клубу «Al Taraji» (Саудівська Аравія).

### Досягнення
- срібний призер чемпіонату України: 2007
- бронзовий призер чемпіонату України: 2008 («Імпексагро Спорт Черкаси»)[1], 2018 («Новатор» Хмельницький)